# Conde de Vernay
Louis Charles Raoul de la Barre de Nanteuil (1825-1871), vizconde de la Barre de Nanteuil, conocido como el Conde de Vernay, fue un famoso fotógrafo que trabajó en España y se convirtió en fotógrafo de la Casa Real. Es autor de las primeras fotografías conservadas de una corrida de toros en España (El Puerto de Santa María, 1859) y de un álbum de fotografías de Montserrat que ofreció a la reina Isabel II de España.

## Biografía
Louis Charles Raoul de la Barre de Nanteuil nació en Saint-Denis (isla Bourbon, desde 1848 Isla de la Reunión) el 17 de mayo de 1825, hijo de Louis Eustache Théodore (1802-1871), Conde de Nanteuil, y Marie Laurencine Bédier de Prairie.

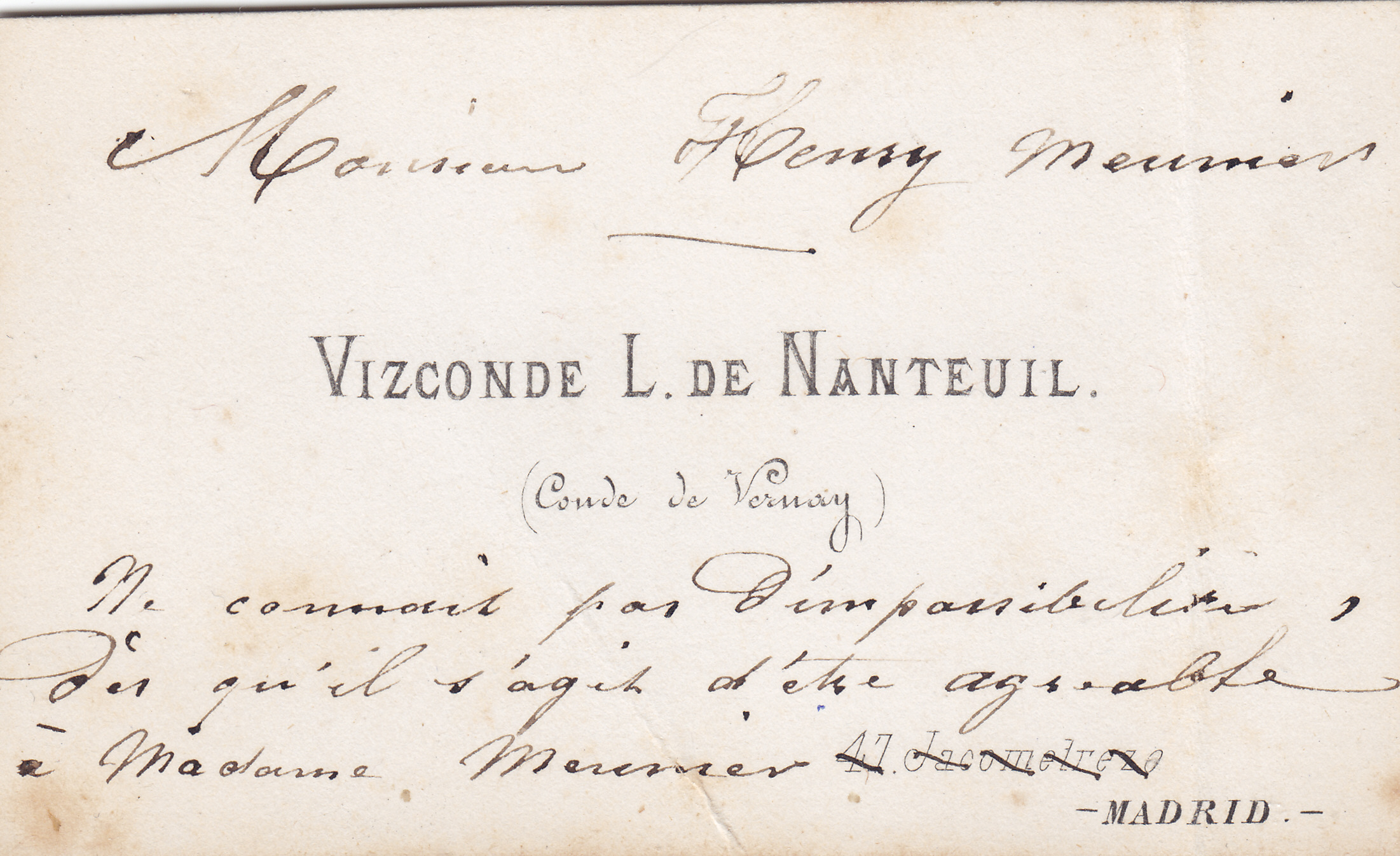
Tarjeta de visita del vizconde L. de Nanteuil (Conde de Vernay) dirigida a Monsieur Henry Meunier

Según su propio relato, en 1844 participó en la embajada francesa en China de Théodose de Lagrené . También viajó a Oceanía, Santa Elena, el Cabo de Buena Esperanza y África. En esta misma crónica, Vernay asegura haber regresado a Francia con el Conde Aguado, Olympe Aguado, con quien se habría iniciado en el arte de la fotografía.
Las primeras noticias de su llegada a España datan de 1859. Siempre ya bajo el título de Conde de Vernay, se estableció como fotógrafo en Sevilla (ahora afirmando ser discípulo de Nadar), mientras su esposa Henriette daba conciertos de violín. Ese verano trabajó para Antoine d'Orléans, duque de Montpensier, y el 25 de julio fotografió una corrida de toros que tuvo lugar en El Puerto de Santa María, Cádiz.
Ese otoño, la pareja partió hacia Nueva Orleans, donde la Condesa de Vernay tuvo un gran éxito con sus conciertos, viajando también a Cuba y Puerto Rico. No hay registro de la actividad fotográfica del Conde durante este período.

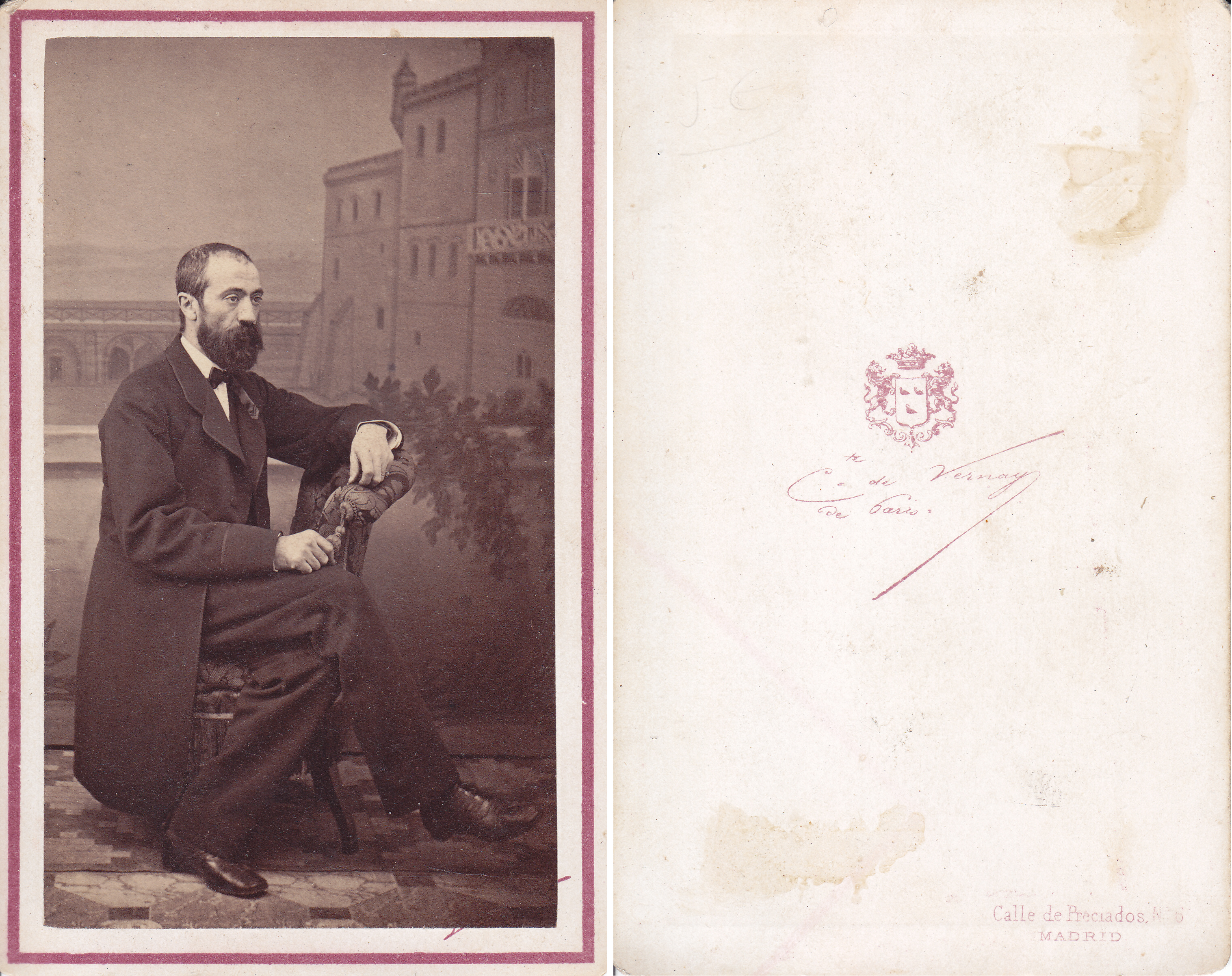
Fotografía en formato tarjeta de visita en el estudio del conde de Vernay en Madrid, calle Preciados 6

En julio de 1861, el conde de Vernay llegó a Barcelona, sin que tengamos ya noticias de su mujer (en el registro de vecinos de Madrid de 1865 figura como viudo ) . Abrió una galería de fotografía en el número 36-38 de la Rambla del Centro, que seguiría funcionando hasta 1863. Mientras tanto, en el otoño de 1862, se traslada a Madrid y abre un estudio en la calle Preciados 6, donde el fotógrafo Rafael Castro Ordóñez había tenido el suyo.
Tras la muerte de Charles Clifford, en el mismo mes de enero de 1863, el conde de Vernay le sustituyó como fotógrafo de la Casa Real, y pocos meses después recibió la orden de Carlos III. Todo parece indicar que supo mantener muy buenas relaciones con la monarquía y con la aristocracia.

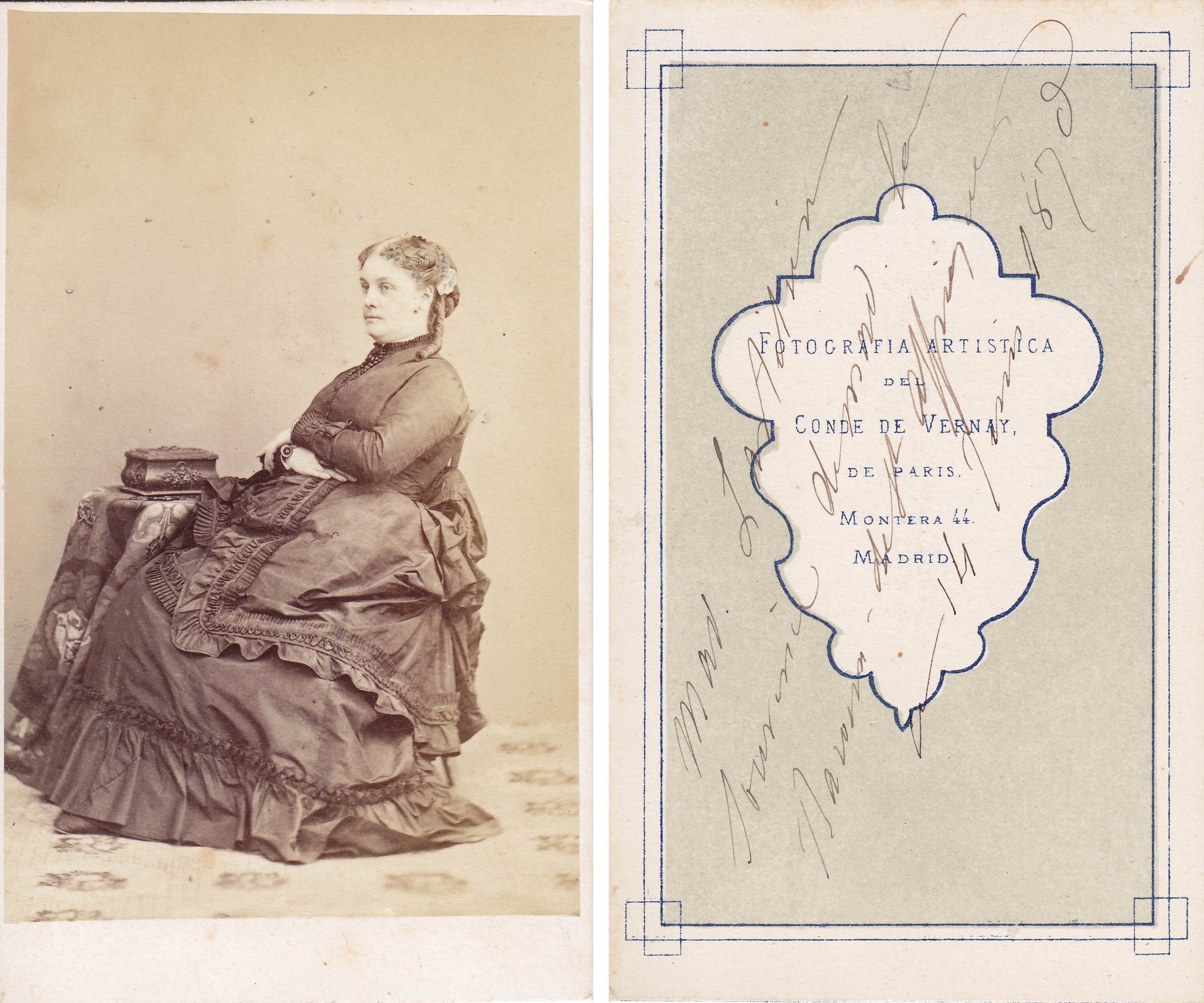
Fotografía en formato tarjeta de visita de una dama, en el estudio del Conde de Vernay en Madrid, calle Montera 44

En septiembre de 1864, cuando había dejado su estudio en Preciados 6 y preparaba uno nuevo en Pontejos 6 (Pedro Martínez de Hebert había tenido allí su estudio entre 1862 y 1863). Disdéri anuncia su próxima visita a Madrid y que buscaba un lugar adecuado para construir una galería fotográfica. El Conde de Vernay le ofrece su nuevo taller en Pontejos 6. Esta es la única vez que se menciona a Louis Charles Raoul como conde de Vernay en la prensa francesa Según el artículo publicado en L'Europe artiste en 1864, el conde de Vernay se habría dado a conocer por primera vez en París como pintor. Violinista aficionado y alumno de Henri Vieuxtemps, poseía un Stradivarius. Durante su estancia en España dio algunos recitales.
En diciembre de 1864, el Conde de Vernay ya estaba trabajando en su taller de Pontejos, y Disdéri partió para abrir un nuevo establecimiento en Príncipe, 14. En la primavera de 1865, Vernay cerró su estudio y se embarcó en una expedición fotográfica por la línea férrea del Mediterráneo, vía Cartagena y Andalucía, pero tras un accidente se perdió toda su producción. El Conde de Vernay permaneció en Pontejos poco más de un año, y en marzo de 1866 se trasladó a Montera 44 (en febrero de 1865 se había trasladado allí el fotógrafo Alfonso Begue Gamero, y un año más tarde traspasaba la galería fotográfica ). Aunque los anuncios de la fotografía del conde de Vernay en este establecimiento duran hasta junio de 1873, en el censo de habitantes de Madrid de 1868 aparece como ausente, y en el de 1869 sólo aparecen Félix Cleugniet y su familia ( más tarde, Cleugniet escribe "sucesor de la fotografía artística del conde de Vernay" en sus tarjetas de presentación). En efecto, en el verano de 1866, según la prensa, Vernay regresa a su país, abandonando la vida de artista para dedicarse a tareas administrativas, y dejando su negocio de fotografía a un operador parisino.
La prensa francesa menciona una visita del vizconde de la Barre de Nanteuil a la ex reina Isabel II de España durante su exilio en París en octubre de 1868. Su adhesión a la ex monarca española se confirma en una carta al director de L'Evénement y Le Mémorial des Pyrénées defendiendo el derecho de la ex reina a sus joyas. Quizá nunca volvió a España. El 25 de febrero de 1871, Louis Charles Raoul, vizconde de la Barre de Nanteuil, moría en París en su casa de la Place de la Madeleine, 2.
Su nombre aún figura en la lista de fotógrafos madrileños de 1876.

## Colecciones
- Archivo Fotográfico de la Comunidad de Madrid[33]
- Biblioteca del Palacio Real de Madrid[34]
- Biblioteca Nacional de España[35]
- Fundación Infantes Duques de Montpensier, Granada